# Ина (Бурятия)
Ина́ (бур. Онёо) — посёлок в Баргузинском районе Бурятии. Входит в сельское поселение «Баянгольское».

## География
Расположен на правом берегу реки Ина (левый приток Баргузина), в 4 км к юго-западу от центра сельского поселения — улуса Баянгол.

## Население
| 2002 | 2010 |
| ---- | ---- |
| 433  | ↘282 |